# مايكل غروس (كاتب)
مايكل غروس (بالإنجليزية: Michael Gross)‏ (16 يوليو 1952، نيويورك في الولايات المتحدة)؛ كاتب، صحفي وروائي أمريكي. درس في كلية فاسار.